# Paladin group
 (juillet 2018).
Si vous disposez d'ouvrages ou d'articles de référence ou si vous connaissez des sites web de qualité traitant du thème abordé ici, merci de compléter l'article en donnant les références utiles à sa vérifiabilité et en les liant à la section « Notes et références ».
Pour les articles homonymes, voir Paladin (homonymie).
Le Paladin Group (que l'on peut traduire par « Groupe de paladins ») était une organisation d'extrême droite créée en 1970 par Otto Skorzeny. Lié à la World Anti-Communist League (WACL), il se concevait comme bras armé de la lutte anti-communiste pendant la guerre froide. 

## Histoire
Créé en 1970 à Albufereta, près d'Alicante en Espagne par le lieutenant-colonel Otto Skorzeny, ex-SS membre du réseau d'anciens nazis Die Spinne, qui vivait protégé par l'Espagne franquiste, le « Paladin Group » recrutait essentiellement des mercenaires afin de lutter contre le « communisme international ». Le chef opérationnel, le docteur Gerhard Hartmut von Schubert, ex-SS du ministère de la Propagande de Joseph Goebbels pendant la Seconde Guerre mondiale, dit « nous avons des experts parfaitement qualifiés dans de nombreuses missions dans le monde entier » . Fabrizio Calvi et Olivier Schmidt (1988) attribuent d'ailleurs plutôt à Schubert, qu'à Skorzeny, la création du groupe.
Le groupe était composé d'anciens membres de l'OAS, du SAC, de la Légion étrangère, d'anciens parachutistes et autres aventuriers. Outre l'Espagne, il était lié avec de nombreux pays fascisants, tels que le Portugal de Salazar ou le régime des colonels en Grèce, ainsi que l'Italie et les groupuscules néofascistes impliqués dans la stratégie de la tension aux côtés du réseau Gladio. Le groupe possédait également des bureaux à Zurich, en Suisse
Le Nouvel Observateur du 23 septembre 1974 qualifie le groupe d'« étrange agence d'interim-barbouzes » ; Henrik Krüger l'étiquette de « groupes fascistes » ou de « néo-fascistes » dans son livre The Great Heroin Coup (1976) ; Stuart Christie l'étiquette de security consultancy group dans son livre Granny Made me an Anarchist, tandis que Lobster parle d'un « small international squad of commandos. »
Selon le journaliste Martin A. Lee, le Paladin Group a été commandité entre autres par le colonel Kadhafi, par le colonel Agamemnon des services secrets grecs KYP, par les services secrets d'Afrique du Sud, par le commando anti-sioniste de Wadie Haddad, les services secrets français par l'intermédiaire de Jacques Foccart, les Sud-Vietnamiens, l'Espagne dans la lutte contre l'ETA, mais aussi des industriels comme le Britannique Cadbury Schweppes, l'Allemand de l'Ouest Rheinmetall, etc.
Le fondateur du groupe, Otto Skorzeny, décède en 1975. Son bras droit, Gerhard Hartmut von Schubert devient alors le patron. 
La même année, le 20 novembre 1975, la mort de Franco permet la restauration deux jours après de la monarchie, puis l'amorce du processus de transition démocratique. Les groupes néo-fascistes hébergés par Franco cessent alors d'être les bienvenus ; ils fuient donc vers l'Amérique latine, en particulier pour le Chili de Pinochet et l'Argentine où le retour de Juan Perón s'était soldé par le massacre d'Ezeiza du 20 juin 1973, puis l'instauration d'une junte militaire dirigée par Videla.
Le trafic d'armes organisé par Otto Skorzeny, qui possède la société Atlantico, contribue au financement. La CIA, dans sa lutte contre les communistes, finance certaines opérations.

## Actions
- 1973 : revendication de l'attentat de l'aéroport de Rome Fiumicino du mois de décembre, qui a causé la mort de 34 personnes[réf. nécessaire].
- 1974 : prise du Cabinda pétrolier à l'Angola dirigé par le MPLA soutenu par l'URSS.
- 1974 : assassinat de membres de l'ETA basque[réf. nécessaire].
- 11 mai 1976 : assassinat du général Joaquin Zenteno Anaya, ambassadeur de Bolivie en France.[réf. nécessaire] Revendiqué par les Brigades internationales.

## Documentation